# 阿尔弗雷德·魏格纳
阿尔弗雷德·洛塔尔·魏格纳（德語：Alfred Lothar Wegener，1880年11月1日—1930年11月2日）是一位德国地质学家、气象学家和天文學家。阿尔弗雷德·魏格纳是大陆漂移说创立者，該學說認為遠古時代的地球只有一塊「泛古陸」或稱盤古大陸的龐大陸地，被稱為「泛大洋」的水域包圍，該大陸後來開始破裂，形成現在的七大洲和五大洋的基本地貌。
魏格纳起初研究天文學及氣象學，喜愛冒險，曾乘坐熱氣球參加耐空比賽，並曾經以52小時的成績打破當時最長的耐空紀錄（35小時）。他在第一次世界大戰時曾參軍並兩度負傷。魏格纳留意到非洲大陸西岸和南美洲東岸的海岸線很相似，因此推測大陸原本是相連的，1912年1月在德國法蘭克福舉行的地質研討會首次提出大陸漂移的觀點，1915年正式出版《大陸與大洋的起源》一書。他后在1920年、1922年和1929年改进并拓展了大陆漂移学说，但始终没有引起业界注意，因此颇为沮丧。为寻找更多证据支持，他曾4次前往格陵蘭進行極地上層大氣及冰河學的研究及探險活動，並曾在北緯77度的冰上連續渡過2個冬天。1930年11月，他在第4次前往格陵蘭的探險中遇难，享年50歲。科学家在找到巨大陆块移动的原因之后才接受了他的理论。魏格納的岳父是提出柯本氣候分類法的氣象學家弗拉迪米爾·彼得·柯本。

## 生平

### 早期

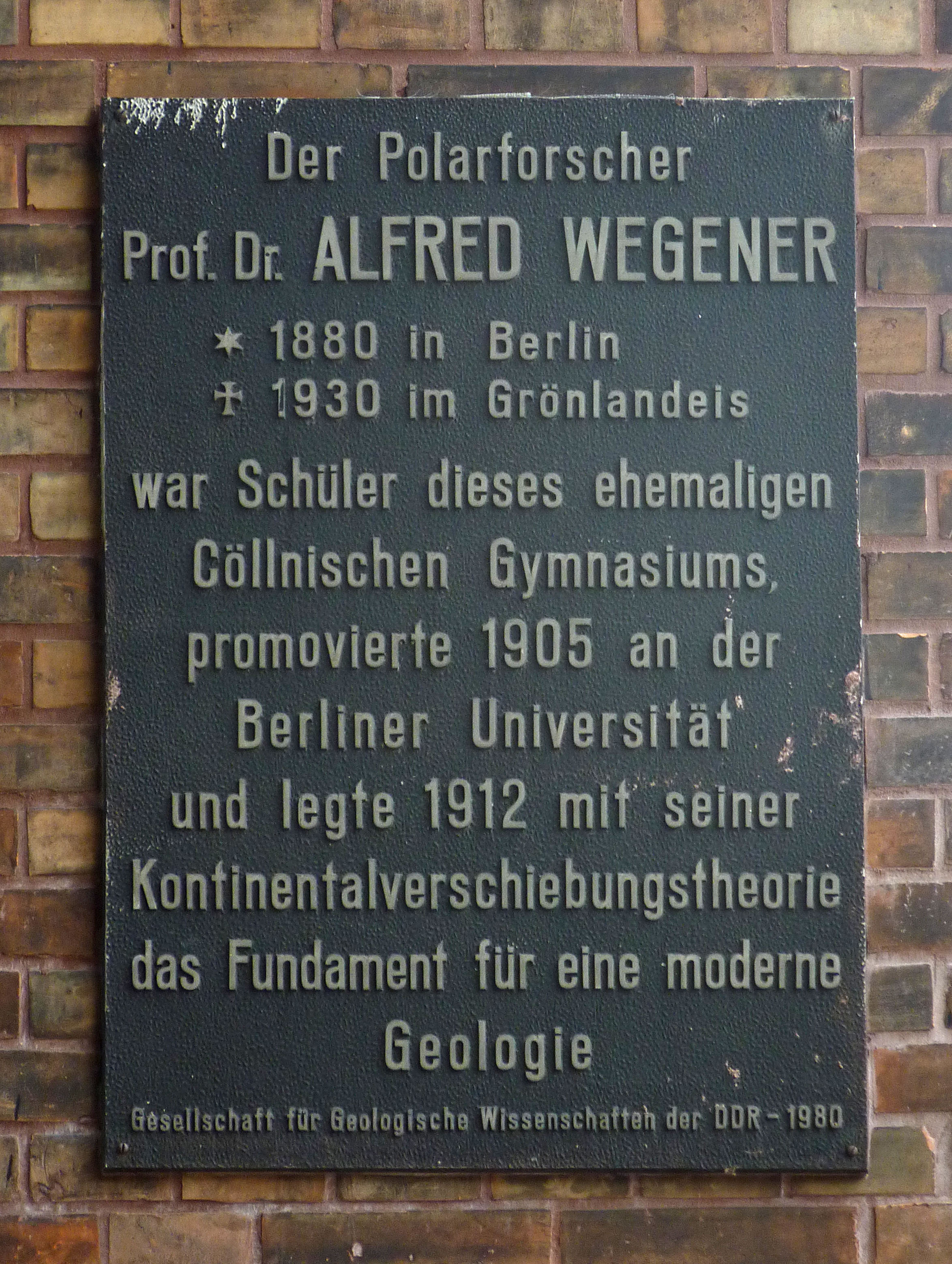
阿爾弗雷德·韋格納紀念牌

阿爾弗雷德·韋格納在1880年11月1日出生在於柏林，他是牧師家庭的五個孩子中最小的一個。他的父親理查德·韋格納是一個神學家，在柏林文科中學教授語言。1886年，他的家人購買了莱茵斯贝格附近的一間宅邸，他們將這裡當作度假別墅。今天，當地校舍附近的建築物設立有阿爾弗雷德·韋格納紀念站和旅遊資訊辦公室。
他後來畢業於柏林洪堡大學，韋格納在1905年成為林登贝格气象台助理。阿爾弗雷德·韋格納與他的兄弟庫爾特（比他年長2歲）對於氣象及極地研究有同樣的興趣。他們率先使用氣象探測氣球來追踪空氣。韋格納兄弟在從1906年4月5日至7日間創下氣球連續飛行的新紀錄，在空中停留長達52.5小時。

### 格陵蘭島探險
魏格納在1906年首次參加格陵蘭島探險，這次經驗象徵著他生命中一個決定性的轉折點。丹麥人卢兹维·米利乌斯-埃里克森率領這次的探險隊，目標是格陵蘭島最後一個人類未知的地區：東北海岸。魏格納在遠征期間於格陵蘭島附近的丹麦港建造了第一個氣象觀測站，他使用風箏和氣球進行觀測北極氣候。探險隊隊長和他的兩個同事在遠征期間於曠野喪命。第一次世界大戰之前，他於1908年在馬爾堡大學擔任氣象學，天文學和宇宙物理學應用講師。他於這段時期留意到非洲大陸西岸和南美洲東岸的海岸線很相似，因此推測大陸原本是相連的，並於1915年出版《陸與海的起源》一書。
魏格纳於1914年被徵召入伍，擔任步兵預備役軍官。他在比利時前線，經歷了激烈的戰鬥。他兩次受傷，被認為不適合為繼續服役，隨後被分配到氣象服務隊。

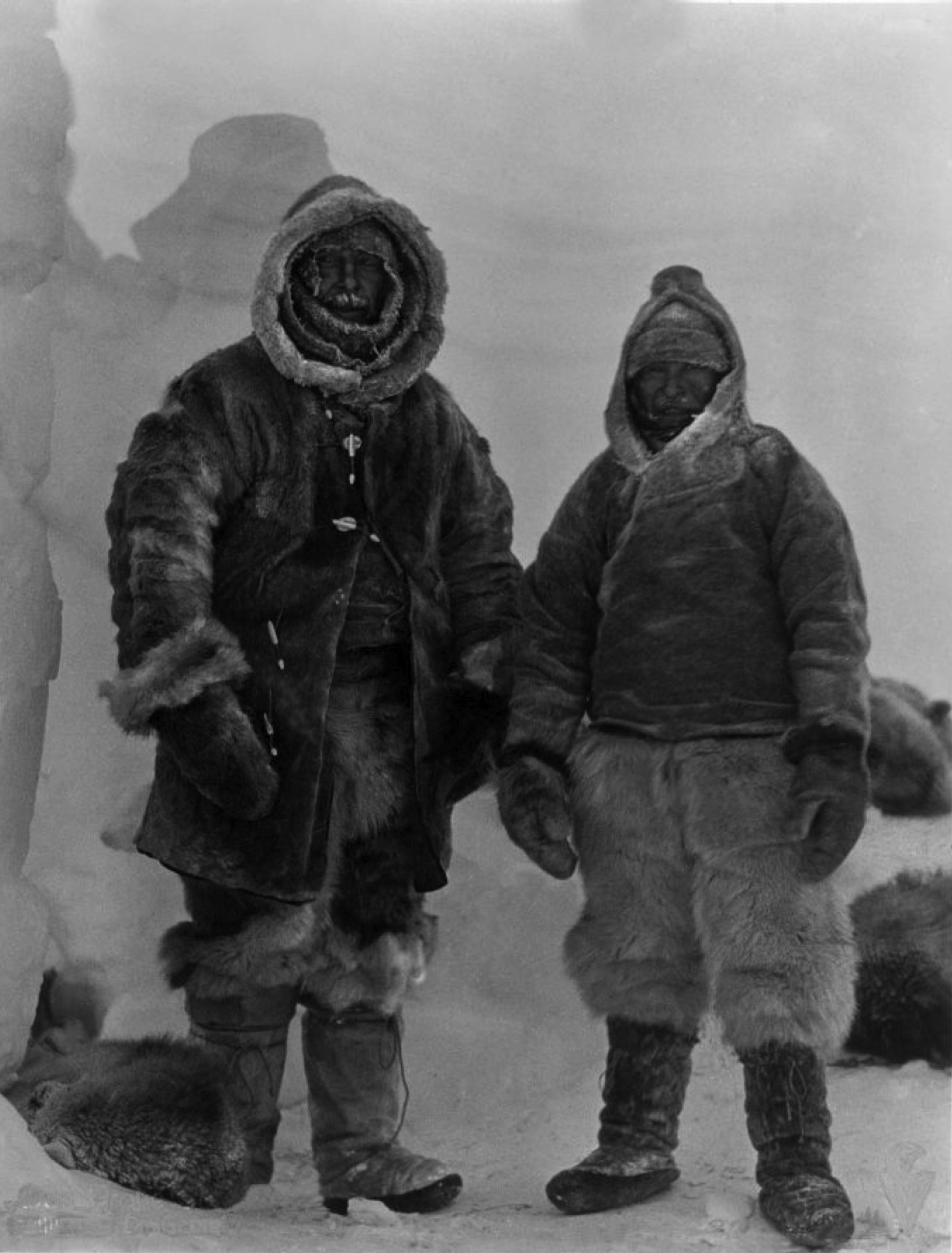
韋格納與愛斯基摩人嚮導羅姆斯·威廉，攝於1930年

他於第2次前往格陵兰考察期間，曾在冰島短暫停留，購買冰島馬來作為馱獸，探險隊後來抵達丹麥港。即使在內陸冰之旅開始了探險隊幾乎全軍覆沒的產犢冰川。丹麥探險隊隊長約翰·科赫後來在冰川的冰裂縫跌倒，因此摔斷了腿，花了幾個月來康復。韋格納和科赫格陵蘭島東北部的內陸冰蓋度過第一個冬天。他在1913年回國後，韋格納與前導師弗拉迪米爾·彼得·柯本的女兒結婚。
1919年，魏格納在德國海軍天文台任職，因此與他的妻子和兩個女兒搬到了漢堡。1921年，他被任命為漢堡大學新的高級講師。韋格納在1924年擔任奧地利卡尔·弗朗岑斯大学氣象學和地球物理學教授。他的研究集中在物理、光學以及龍捲風。直到1920年代末為止，他持續研究第二次格陵蘭島探險的成果（冰觀測、大氣光學）。
1926年11月，魏格納在紐約市美國石油地質學家協會研討會提出了大陸漂移理論，並招致其他科學家批評。魏格纳在1929年開始他第三次格陵蘭考察，為以後的主力出征奠定基礎。他做出一個創新的測試，使用螺旋槳來驅動雪地車。

### 遇难
1930年，魏格纳第4次到格陵兰探险。11月1日，魏格纳在50岁生日当天回营地取物资，途中遇难身亡。1931年5月12日发现遗体，并就地埋葬。

## 成就

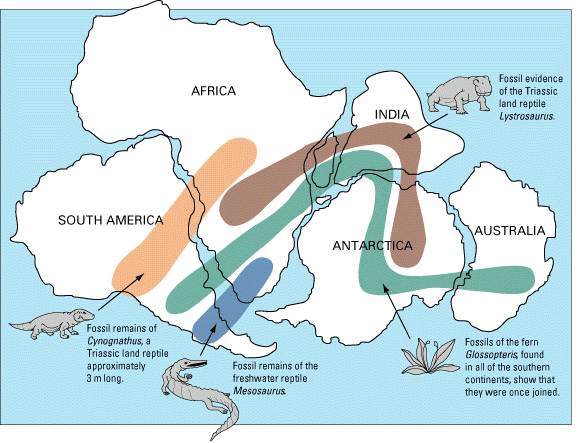
跨越五大洲的化石樣式，是大陆漂移说的證據之一

他主要研究領域是大气热力学和古气象学。1912年提出关于地壳运动和大洋大洲分布的假说：“大陆漂移学说”。他根据大西洋两岸，特别是非洲和南美洲海岸轮廓非常相似等资料，认为地壳的硅铝层是漂浮于硅镁层之上的，并设想全世界的大陆在古生代石炭纪以前是一个统一的（盘古大陆），它的周围圍繞辽阔的海洋。后来，特别是中生代末期，盘古大陆在天体引潮力和地球自转所产生的离心力的作用下，破裂成若干块，在硅镁层上分离漂移，逐渐形成了今日世界上大洲和大洋的分布情况。但这一假说却难以解释某些大问题，如大陆移动的原动力、深源地震、造山构造等。
1950年後，為了解釋大陸漂移現象，板塊構造論逐漸發展。該理論認為地球的岩石圈是由板塊拼合而成，海洋和陸地的位置不斷變化。根據該理論，地球內部構造最外層分為兩部分：岩石圈和軟流圈，並導致大陸漂移。

## 批評

1912年至1913年間的阿爾弗雷德·韋格納

魏格納在他的文章里提出了大量且非常強有力的證據來支持大陸漂移，但是在那个年代，他提出的機制不能说服当时大部分的地球物理学家和地质学家。雖然他的想法吸引了一些支持者，例如南非的地質學家亞歷山大·杜托伊和英國的阿瑟·霍爾姆斯，但是該假说普遍受到科學家懷疑。韋格納作品的美國版於1925年出版，美國石油地質學家協會（American Association of Petroleum Geologists）舉辦的研討會對其極為懷疑，特別反對大陸漂移假說。
1943年，喬治·辛普森寫了一篇文章，強烈攻擊這個理論（以及大陸橋沉沒說），並提出了自己的意見。亞歷山大·杜托伊特在隔年上寫了一篇文章反駁辛普森，但是喬治·辛普森的影響力很大，导致韋格納的大陆漂移假設在美国仍然不被学界接受。
直到1950年代后，他所提出的大陆漂移假说才重新获得逐步肯定。

## 紀念
後人為紀念他，月球及火星上有以他命名的隕石坑“魏格纳”（Wegener）。小行星29227也是以他為名的。他遇难的格陵蘭島地區，以他的名字被命名為魏格纳半島（丹麥語：Wegener Halvø）。
1980年，魏格纳百年誕辰時，阿爾弗雷德·魏格纳極地與海洋研究所在德國不來梅港成立。魏格纳勳章也是以他名字命名 。

## 个人著作
- Wegener, Alfred.  [大气热力学]. Leipzig: . 1911 （德语）.
- Wegener, Alfred.   [基于地理学看地壳（大陆与海洋）的整体形成]. . 1912, 63: 185–195, 253–256, 305–309 （德语）. Presented at the annual meeting of the German Geological Society, Frankfurt am Main (January 6, 1912).
- Wegener, Alfred.   [大陆的起源]. . July 1912, 3 (4): 276–292. Bibcode:1912GeoRu...3..276W. doi:10.1007/BF02202896 （德语）.
  - Wegener, Alfred.   [陆与海的起源]. 1922. ISBN 3-443-01056-3. LCCN unk83068007 （德语）.
  - Wegener, Alfred.   [陆与海的起源] 4. Braunschweig: . 1929. ISBN 3-443-01056-3 （德语）.
  - Wegener, Alfred.  [陆与海的起源]. New York: Dover. 1966. ISBN 0-486-61708-4 （英语）. Translated from the fourth revised German edition by John Biram.
  - Wegener, Alfred.  [陆与海的起源]. London: Methuen. 1968. ISBN 0-486-61708-4 （英语）. Translated from the fourth German edition by John Biram with an introduction by B.C. King.

## 他人记述

### 生平传记
- Mott T. Greene.  1. Johns Hopkins University Press. 2015. ISBN 978-1421417127 （英语）.
- Christine Reinke-Kunze. . Lebensgeschichten aus der Wissenschaft 1. Birkhäuser（英语：Birkhäuser）. 1994. ISBN 978-3034863445 （德语）.
- Lisa Yount. . Makers of Modern Science. Chelsea House Publications. 2009. ISBN 978-0816061747 （英语）.

### 专题纪实
- Roger M. McCoy.  [终结于冰：魏格纳的革命性观点和悲剧性冒险] 1. Oxford University Press. 2006. ISBN 978-0195188578 （英语）.
- Wegener, Elsie; Loewe, Fritz (编).  [格陵兰之行，由探险团成员和队长日记讲述的魏格纳1930-1931年前往格陵兰的德国人冒险]. London: Blackie & Son Ltd. 1939 （英语）. Translated from the seventh German edition by Winifred M. Deans.